# Mauro Eugenio Giuliani
Mauro Eugenio Giuliani (Milano, 13 novembre 1965) è un ingegnere italiano.
Fra le principali opere per le quali ha eseguito gli studi di ingegneria strutturale vi sono i progetti della Torre Hadid e della Torre Libeskind a Milano e la nuova sede della BNP Paribas a Roma.

## Biografia
Laureato in ingegneria civile al Politecnico di Milano nel 1991, è libero professionista a Milano dal 1991 e a Madrid dal 1993. Inizia a lavorare in Spagna presso lo studio MC2 di Julio Martínez Calzón, collaborando alla progettazione di diversi ponti in struttura composita e alla ingegnerizzazione di importanti progetti di architetti di primo piano, dedicandosi nel frattempo all'approfondimento della conoscenza delle strutture composite acciaio-calcestruzzo. Rientrato in Italia nel 1998, prosegue la sua carriera come progettista di viadotti e passerelle pedonali; nel 2003 riceve la Menzione d’Onore della Medaglia d'oro all'architettura italiana per il progetto dei viadotti sulla Strada Statale 125 Orientale Sarda.
Direttore tecnico e Socio fondatore di Redesco Progetti, società di ingegneria che ha collaborato con architetti come Antonio Citterio, Arata Isozaki, Cino Zucchi, Daniel Libeskind, EMBT, Kenzō Tange, Mario Bellini, Mario Botta e Zaha Hadid Architects, Kengo Kuma, Piuarch, Park Associati, Frigerio Design Group e altri.
All'attività professionale, Giuliani affianca quella di docente universitario a contratto presso il Politecnico di Milano

## La filosofia progettuale
Ha dichiarato di sentirsi particolarmente vicino alle radici prime del suo lavoro e di identificare come la motivazione profonda del mestiere di ingegnere quella di voler “addomesticare il mondo”, andando a fondo dei problemi e affrontando sempre la realtà. La sua filosofia progettuale prevede un sapiente equilibrio di capacità tecniche e visione umanistica, con un approccio profondo e raffinato, in contrapposizione con il movimento di semplificazione e acritica industrializzazione che sta attualmente interessando il mondo della progettazione, complice l’avvento e la diffusione virale della modellazione su piattaforme digitali, erroneamente considerata come progettazione. Una cultura politecnica che studia il progetto in maniera olistica, cercando di ottimizzarne ogni elemento, fino al più piccolo. Con la squadra di Redesco, ha svolto e svolge un lavoro di progettazione parametrica applicata alle strutture.

## Elenco opere
Uffici

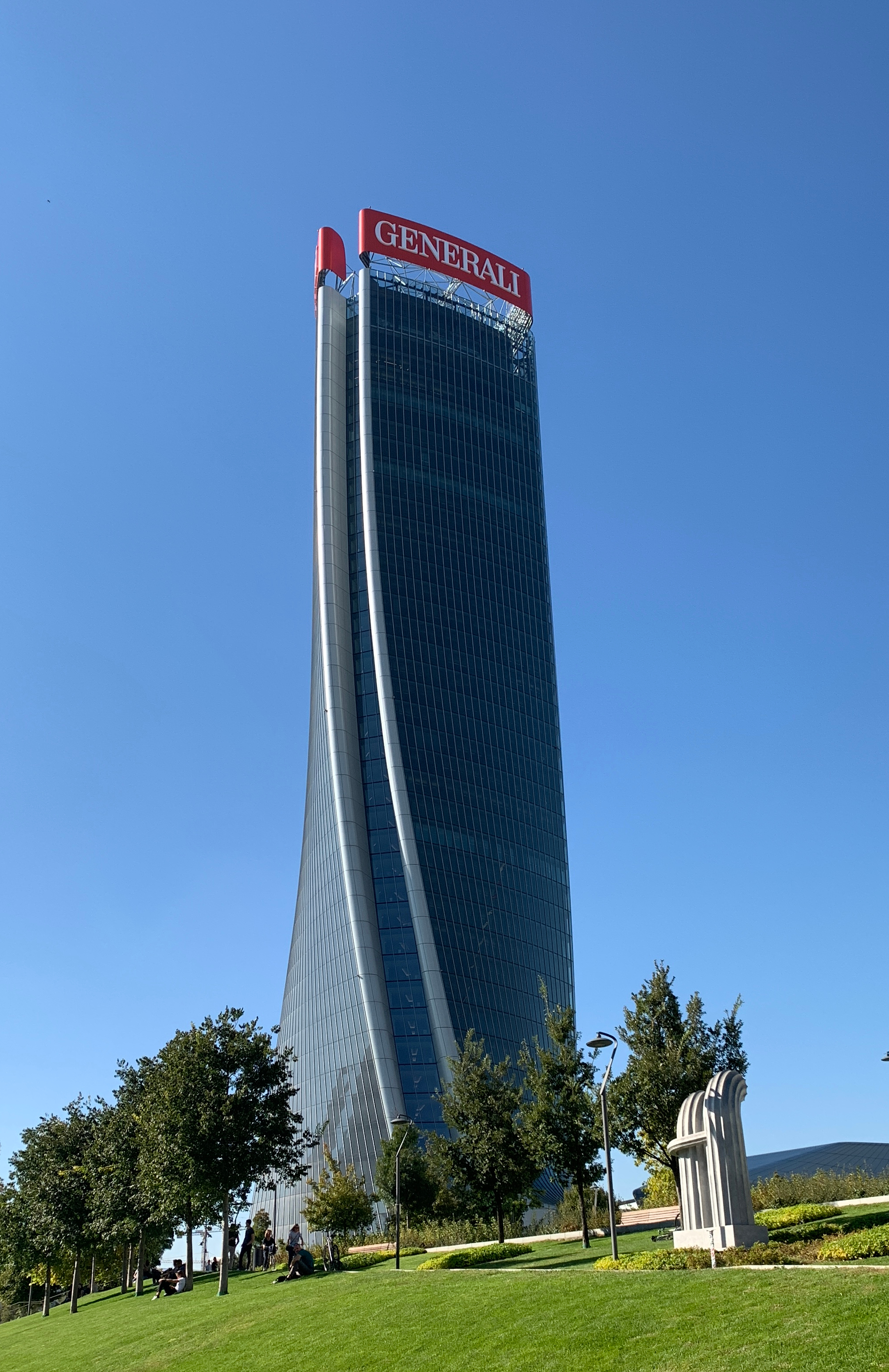
Torre Hadid, Citylife, Milano, Italia

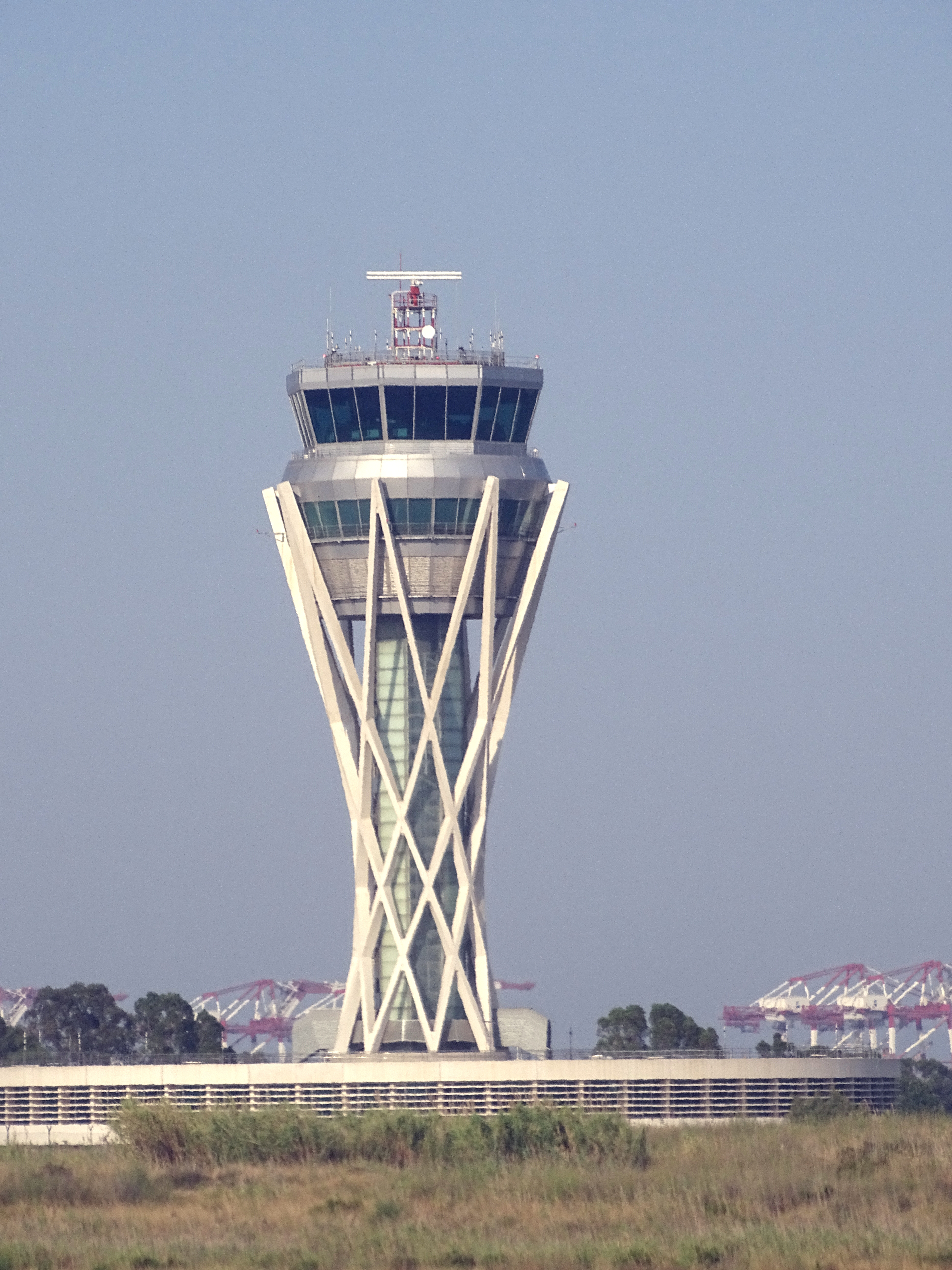
Torre di Controllo Aeroporto di Barcellona, Spagna

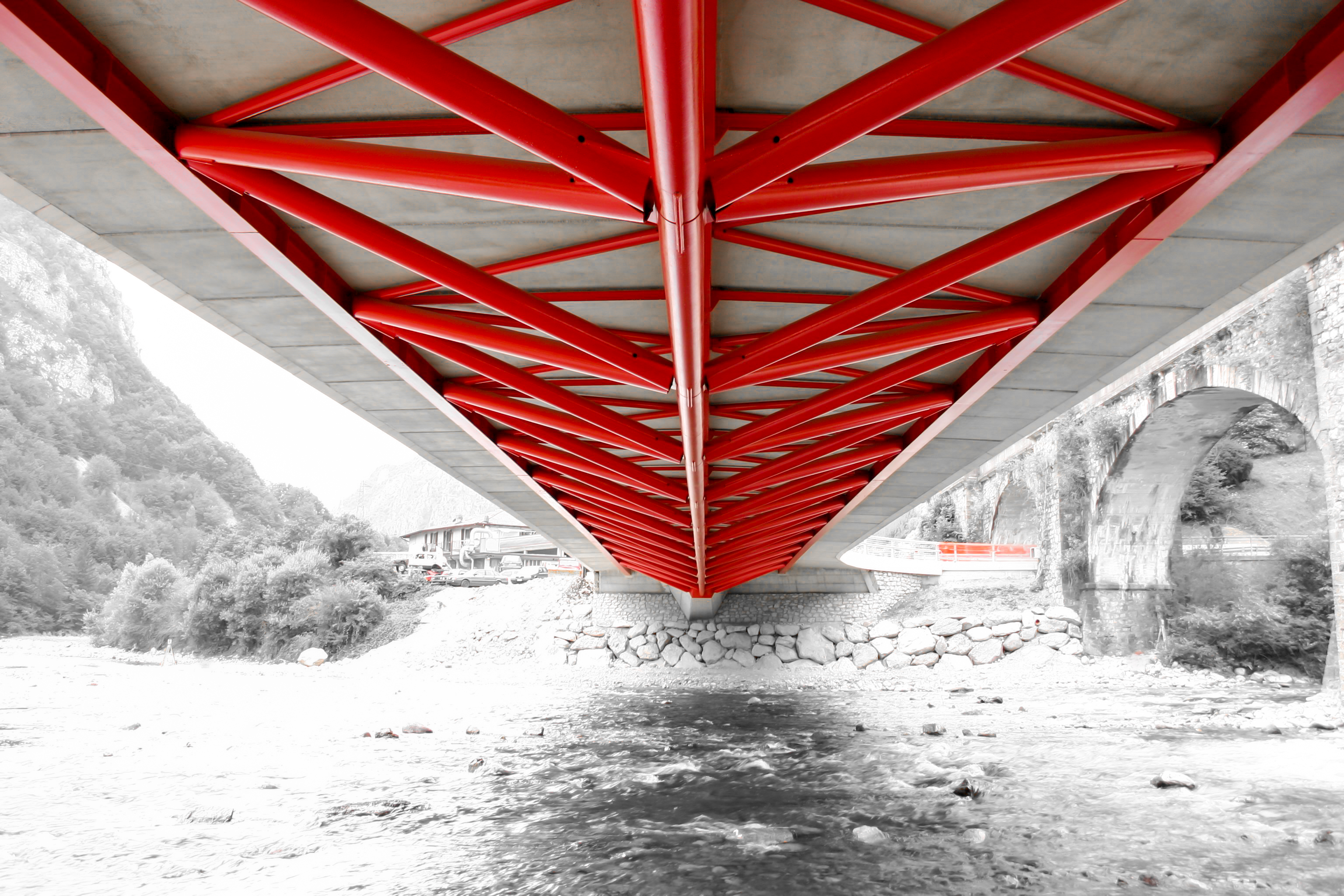
Ponte sul fiume Brembo a Lenna, Bergamo, Italia

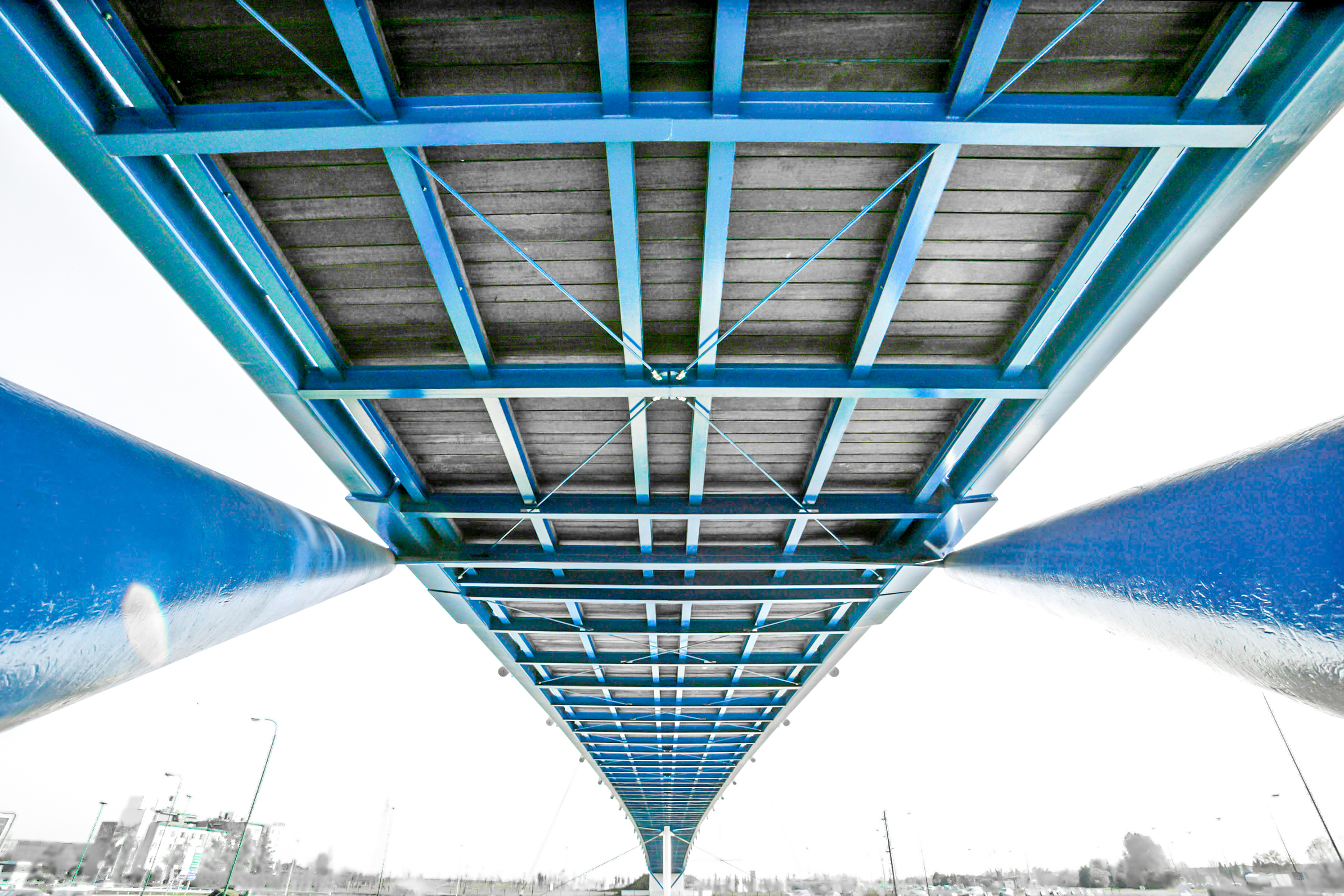
Ponte Pedonale San Giuliano a Mestre, Venezia, Italia

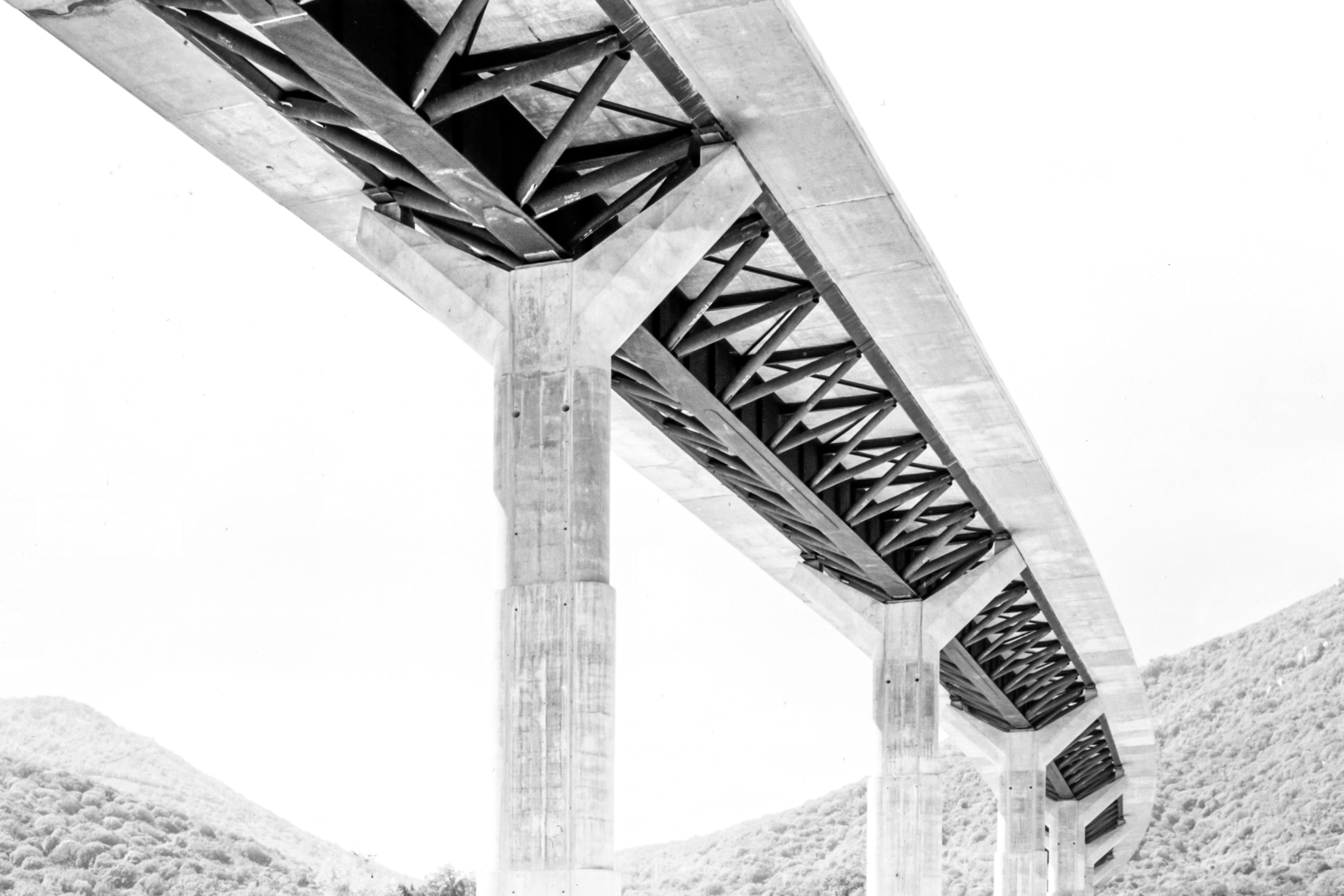
Viadotti Strada Statale 125 Orientale Sarda, Sardegna, Italia

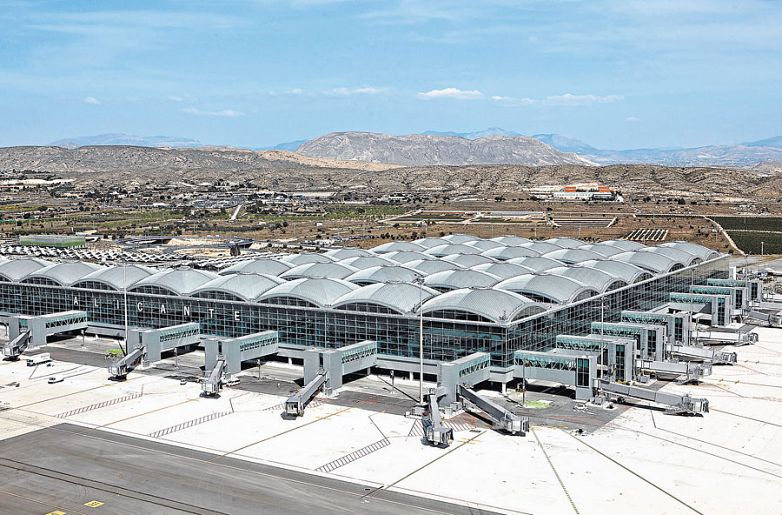
Aeroporto di Alicante-Elche, Spagna

- Headquarter L’Oréal, Milano, Italia
- Headquarter Zegna, Milano, Italia
- MINEC business center di Vimodrone, Milano, Italia
- Tribunale di Trento – sede secondaria, Trento, Italia
- Headquarter BNL – Paribas[2], Roma, Italia
- ANNEX4, – Nicosia, Cipro

Recupero e ristrutturazione edifici storici
- Nuova Sede Università Cattolica presso la Ex Caserma Garibaldi, Milano, Italia
- Caserme Montello, trasformazione in Nuova Cittedella della Polizia Giudiziaria, Arch. Beretta Associati, Milano, Italia
- Palazzo dell’Agricoltore, riqualificazione funzionale e adeguamento sismico, Arch. Kengo Kuma, in corso; Parma, Italia
- Area Ex-Macello, destinazioni varie (compresa nuova sede IED), Arch. vari, in corso; Milano, Italia
- Area Ex-Isotta Fraschini, Nuova sede Accademia delle Balle Arti di Milano, Arch. Cino Zucchi, in corso; Saronno (VA), Italia
- Area Ex- Officine Olivetti, Ivrea, riqualificazione funzionale e adeguamento sismico, Arch. Cino Zucchi

Edifici Alti
- Palazzo Sistema, Regione Lombardia, Milano Arch. Park Associati; in corso
- Torre “Quai D, Vernets”, Ginevra, Arch. FHV, in corso
- Torre Nuova sede Banca Pictet, “Campus Pictet de Rochemont”, Ginevra, Arch. Inés Lamuniére, in corso
- Progettazione Costruttiva e Varianti Esecutivo Torre “Gioia 20”, Milano, Arch. ACPV
- Torre Hadid[1][2], Milano, Italia
- Torre Libeskind[3][4][5], Milano, Italia
- Progetto Porta Nuova, area "Ex Varesine", 12 edifici di cui 3 alti (87m, 143m, 149m) Milano, Italia
- Torre della sede della regione Emilia-Romagna, Bologna, Italia
- Collaborazione per la realizzazione di Torre Espacio, Madrid, Spagna
- Collaborazione per la realizzazione di Torre PwC, Madrid, Spagna

·                   Torre “Isozaki” in Citylife: elaborazione di 2 varianti complete per conto dell’Impresa CMB in fase di gara.
Intrastrutture aeroportuali
- Torre di controllo aeroporto di Barcellona, Spagna[13]
- Torre di controllo aeroporto di Malaga, Spagna
- Torre di controllo aeroporto di Tenerife, Spagna
- Aeroporto di Alicante-Elche, Spagna
- Hangar Swiftair, Madrid, Spagna

Strutture speciali
- MICO - Centro Congressi Milano[13], Milano, Italia
- Riqualificazione dell'ex-Zecca dello Stato[14], Roma, Italia
- Concorso Auditorium e music hall di Padova, Italia
- Cupola vetrata del Crowne Plaza Building, Caserta, Italia
- Green Data Center ENI, Ferrera Erbognone, Italia
- Expo Gate: Triennale Infopoint Pavillion, Milano, Italia

Ponti
- Viadotto Strada Statale 125 Orientale Sarda[15], Sardegna, Italia
- Cheraga, Algeri, Algeria
- Lenna, Bergamo, Italia
- Ain Allah, Algeri, Algeria
- Laghoutat, Algeri, Algeria
- Tadmait, Algeri, Algeria
- Village Tunisien, Algeri, Algeria
- Ponte di scavalco dello svincolo stradale del centro commerciale Merlata Bloom a Cascina Merlata, Milano, Italia

Centri Commerciali
- Westfield Milan, Segrate, italia
- Carugate Carosello Shopping Mall, Milano, Italia
- Mall of Cyprus, Nicosia, Cipro
- IKEA Center, Nicosia, Cipro
- Mall of Cyprus Expansion, Nicosia, Cipro

Edifici residenziali e civili
- Nuova Università IUAV di Venezia, Venezia, Italia
- Sede FLA (Fondazione Lombarda per l’Ambiente), Seveso, Italia
- Residence “Orti Antichi”, Milano, Italia

## Riconoscimenti
- IASS “Tsuboi Award” 1995[16].
- Menzione d’Onore della Medaglia d'oro all'architettura italiana 2003[8] per il progetto dei viadotti sulla Strada Statale 125 Orientale Sarda.
- Primo premio ACI "Excellence in Concrete Construction Award 2019" nella categoria Hight-Rise-Buildings, per la Torre Generali, disegnata da Zaha Hadid, progetto strutturale di Redesco[17]